# Агиос Амвросиос (окръг Лимасол)
Агиос Амвро̀сиос (на гръцки: Aγιος Αμβρόσιος) е село в Кипър, окръг Лимасол. Според статистическата служба на Република Кипър през 2001 г. селото има 291 жители.
Намира се северозападно от Лимасол.